# Diolenius virgatus
Diolenius virgatus là một loài nhện trong họ Salticidae.
Loài này thuộc chi Diolenius. Diolenius virgatus được Gardzińska & Marek Żabka miêu tả năm 2006.